# Kowale (Grodzisko)
Kowale – przysiółek wsi Grodzisko w Polsce położony w województwie pomorskim, w powiecie człuchowskim, w gminie Rzeczenica
W latach 1975–1998 przysiółek administracyjnie należał do województwa słupskiego.